# Szádecsne
Szádecsne (szlovákul Sádočné) község Szlovákiában, a Trencséni kerületben, a Vágbesztercei járásban.

## Fekvése
Vágbesztercétőltól 16 km-re délkeletre fekszik.

## Története
A régészeti leletek tanúsága szerint a késő vaskorban a puhói kultúra népe élt ezen a területen.
A falut 1339-ben „Saddexna” alakban említik először. Nevét egykori birtokosáról: a Szádeczky családról kapta,[forrás?] mely 1268-ban még IV. Béla királytól kapta a területet. 1359-ben „Sadasna”, 1479-ben „Zadechne”, 1495-ben „Sadeczna”, 1598-ban „Zadeczne” néven szerepel a korabeli forrásokban. 1571-ben, miután a korábbi adományról szóló oklevelek Szádeczky Balázs, lietavai várnagy szádecsnei udvarházának leégése alkalmával megsemmisültek, a szádecsnei Szádechny alias Kardoss család I. Ferdinánd helytartója, Bornemisza Pál erdélyi és nyitrai püspöktől szádecsnei curiális birtokára új adománylevelet kapott. 1598-ban 7 ház állt a településen 119 lakossal.
1787-ben 24 házában 31 családban 185 lakos élt itt.
A 18. század végén Vályi András így ír róla: „SZADECSNE. Tót falu Trentsén Várm. földes Urai Szadeczky, és több Urak, lakosai katolikusok, és másfélék, fekszik Domanishoz nem meszsze, és annak filiája, Knyazo Lehotának szomszédságában; földgye középszerű, legelője, erdője van.”
1828-ban 16 háza és 249 lakosa volt.
Fényes Elek 1851-ben kiadott geográfiai szótárában így ír a faluról: „Szadecsne, tót falu, Trencsén vgyében, Domanishoz 1/4 óra. Táplál 235 kath., 4 zsidó lak. Van fenyves és bikkes erdeje. F. u. többen. Ut. p. Trencsén.”
A trianoni békéig Trencsén vármegye Vágbesztercei járásához tartozott.

## Népessége
| Év:            | 1994. | 2004.    | 2014.   | 2024.   |
| -------------- | ----- | -------- | ------- | ------- |
| Emberek száma: | 181   | 161      | 165     | 158     |
| Eltérés:       |       | -11,04 % | +2,48 % | -4,24 % |

| Év:            | 2023. | 2024.   |
| -------------- | ----- | ------- |
| Emberek száma: | 159   | 158     |
| Eltérés:       |       | -0,62 % |

1910-ben 208, túlnyomórészt szlovák anyanyelvű lakosa volt.
2001-ben 184 szlovák lakosa volt.
2011-ben 159 szlovák lakosa volt.

## Nevezetességei
- Egykori vendéglőjének épülete a 18. század második felében épült barokk stílusban, egy korábbi épület alapjain.